# White and Poppe
White and Poppe fu un'azienda di Coventry fabbricante di motori e cambi per veicoli fondata nel 1899 da Alfred James White e Peter August Poppe. White fu un orologiaio e Poppe un ingegnere. Prima della Grande Guerra fornirono numero case automobilistiche a tal punto che durante la British International Motor Exhibition del 1906, 15 differenti costruttori montavano i  motori White and Poppe. Durante la recessione post bellica, l'azienda fu partecipata dalla Dennis Brothers di Guildford e White and Poppe divenne sussidiaria, Poppe lasciò due anni più tardi diventando ingegnere capo alla Rover.
Il cofondatore  Peter August Poppe nacque il 17 agosto 1870 a Levanger, Norvegia.
La White and Poppe Company cessò le attività nel 1933, e la fabbrica fu acquisita dai fondatori della Jaguar Company.

## Motori per automobili
- Academy[3]
- Arno
- Calcott
- Calthorpe cars[3]
- Climax[3]
- Clyde[3]
- Globe[3]
- Heron[3]
- Horbick[3]
- Horley[3]
- Guy Motors
- Morris Motor Company
- Quadrant Cycle Company[3]
- Rothwell[3]
- Siddeley-Deasy[3]
- Singer[3]
- Swift Motor Company[3]
- Thrige
- West[3]
- Withers[3]

## Motori per motociclette
Fabbricarono poche motociclette con il nome proprio e fornirono diverse case, tra le quali:
- Ariel Motorcycles[3]
- Premier Motorcycles[3]

## Motori per autocarri
- Dennis Specialist Vehicles[3]